# Bricquebec
Cet article possède un paronyme, voir Bricquebosq.
Bricquebec est une ancienne commune française, située dans le département de la Manche en région Normandie, devenue le 1er janvier 2016 une commune déléguée au sein de la commune nouvelle de Bricquebec-en-Cotentin.
Elle est peuplée de 4 121 habitants.

## Géographie

### Localisation
| Quettetot   | Quettetot   | Rocheville       |
| Quettetot   | Bricquebec  | Rocheville       |
| Les Perques | Les Perques | L'Étang-Bertrand |

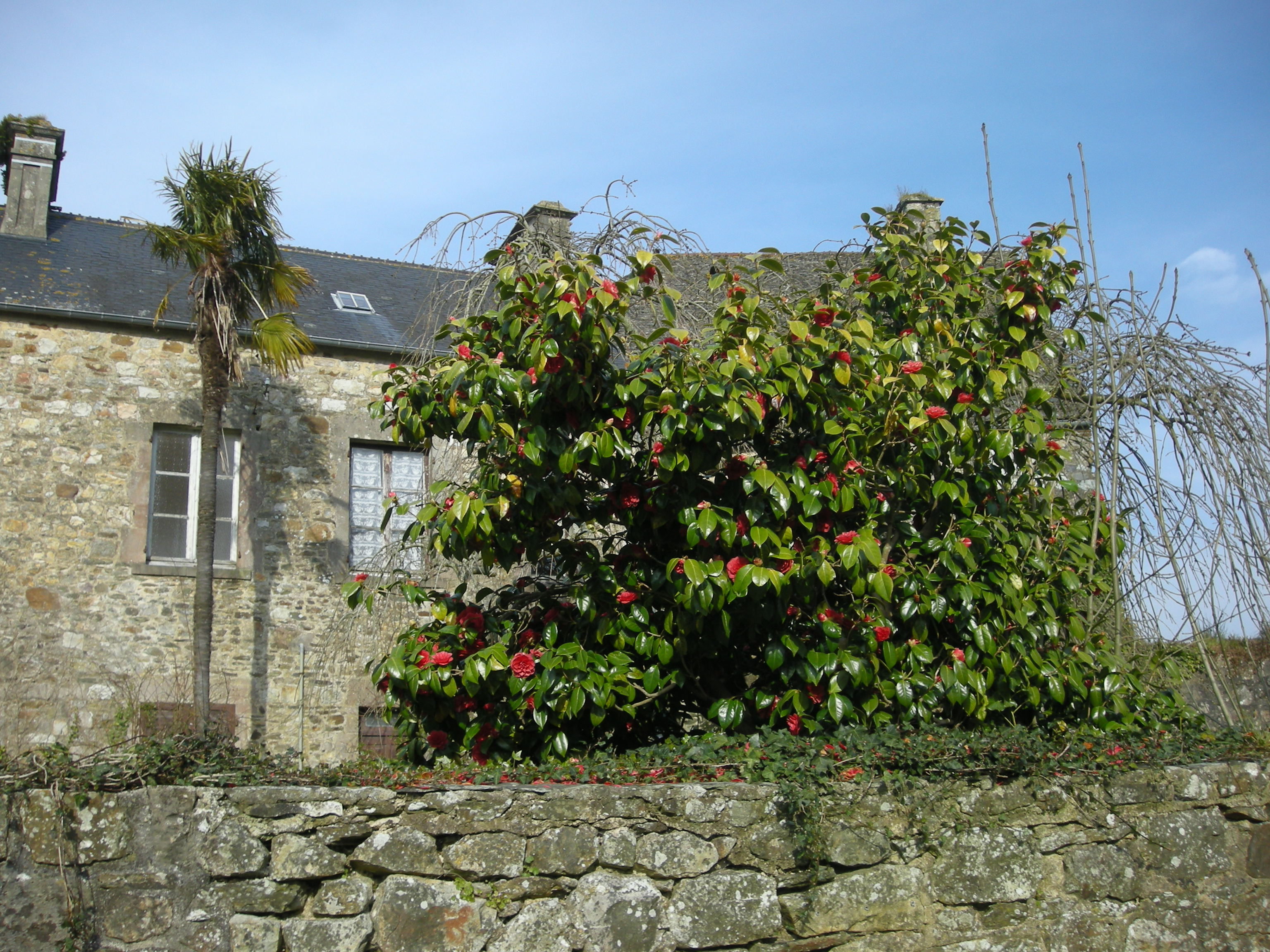
Les hivers relativement doux caractéristiques d'un climat océanique permettent la culture de palmiers ou de camélias.

La ville de Bricquebec se situe au centre de la péninsule du Cotentin, à environ 20 km au sud de la côte nord, 15 km de la côte ouest et 25 km de la côte est de la presqu'île. Elle occupe le fond d'une cuvette naturelle de quelques kilomètres de diamètre, dont les pentes sont visibles par exemple au travers de la côte de Cattigny qui mène au nord vers Cherbourg via Quettetot. La rivière l'Aizy, affluent de la Scye, traverse la ville du nord vers le sud.
Les principaux axes routiers relient Bricquebec à Cherbourg au nord, Saint-Sauveur-le-Vicomte au sud D 900, Valognes à l'est et Barneville-Carteret au sud-ouest (D 902). Cette situation de nœud routier a probablement joué un rôle dans le développement de la bourgade, qui aujourd'hui s'étire schématiquement sur 3 km le long des routes de Valognes, Barneville-Carteret et de l'axe secondaire qui mène vers Surtainville à l'ouest. La possibilité de surveiller les collines environnantes depuis l'emplacement qui au Moyen Âge sera occupé par le château fut sans doute aussi un élément déterminant.

## Toponymie

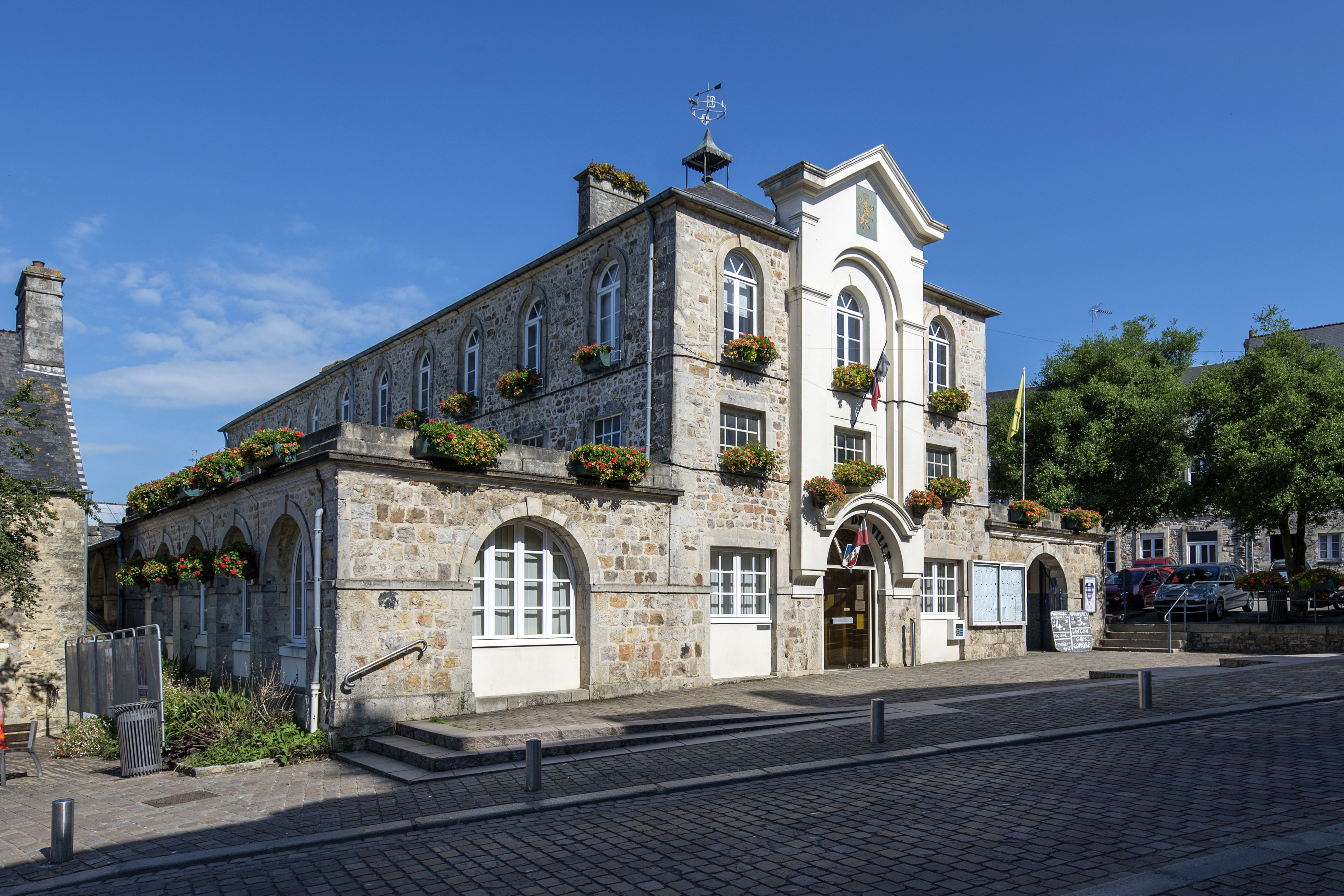
Hôtel de ville de Bricquebec.

Le nom de la localité est attesté sous les formes Bricrebec en 1050-1066, Brichebec en 1180, Brikebec, Brichebec au XIIe siècle.
Il s'agit d'un composé toponymique avec deux appellatifs : le second élément -bec représente manifestement l'ancien normand bec « ruisseau » issu du norrois bekkr « cours d'eau ».
Le premier élément Bricque- est plus difficilement identifiable : peut-être faut-il y voir le vieux norrois brekka « pente », mais dans ce cas, il serait devenu Brecque- et il serait situé en seconde position, comme dans le microtoponyme Houllebrecque à Saint-Aubin-de-Crétot. Reste le vieux norrois bryggja « pont » ou encore Briki, anthroponyme norrois déjà rencontré dans les Bricqueville, cependant le nom de personne Briki est hypothétique et devrait être noté *Briki. Les mêmes éléments se retrouvent aussi dans Bricquebosq (Brichebot v. 1100, Brickebo 1224), Bricquebost (avec, à côté, le hameau de Bricqueville), Briquedalle à Sassetot-le-Mauconduit, Briquemare à Cauville-sur-Mer et peut-être Briquetonne à Saint-Aubin-sur-Risle.
Le gentilé est Bricquebétais.

## Histoire

### Préhistoire
André Davy signale une allée couverte pour la période du Néolithique moyen.

### Antiquité
La présence éparse de fragments de tuiles et artefacts gallo-romains laisse néanmoins penser à une occupation rurale relativement dense[réf. incomplète].

### Moyen Âge
La toponymie atteste l'importance de l'apport scandinave dans le développement régional, et en effet peu de vestiges significatifs témoignent de l'occupation du site avant la fin du Haut Moyen Âge.
La tradition attribue la fondation de la place forte et de la baronnie qui s'y installe, aux alentours de l'an mille, au normand Anslech, d'origine scandinave, un personnage proche du duc de Normandie Guillaume Longue Épée (c.927-942). Ses descendants prirent le nom de Bertrand, et ils possédèrent cette baronnie jusqu'au milieu du XIVe siècle. L'édifice original devait revêtir l'aspect d'une motte féodale, forme primitive du château médiéval. Il est probable que cette construction ait eu pour objet d'affermir l'emprise ducale sur ces territoires occidentaux récemment conquis sur les Bretons.
En juillet 1325, le roi de France, Charles le Bel, concède des droits à Robert VIII Bertrand, bailli de Cotentin, sur la création de deux nouvelles foires annuelles : la Saint-Nicolas de mai à l'Étang-Bertrand, et la Sainte-Catherine à Bricquebec, en dédommagement de frais financiers à la suite d'une tournée des divers points du Cotentin, dans l'éventualité d'une attaque anglaise, qui durât quarante-sept jours.
En 1332, une charte donnée par Jean, duc de Normandie, fils aîné du roi de France et futur Jean le Bon, pour la forêt de Bricquebec, exempte les barons de Bricquebec du « tiers et danger » (droits à verser au roi sur les ventes de tout bois).
Au milieu du XIVe siècle, la baronnie passa dans la famille Paynel, baron de Hambye.
Lors de la seconde phase de la guerre de Cent Ans et l'occupation de la Normandie par les Anglais (1418-1450), Guillaume de La Pole, comte de Suffolk, reçoit en 1419 les fiefs de Bricquebec et de Hambye confisqués sur Foulques Paynel. Ils passèrent ensuite au sire Berty-Entwizle, et après la bataille de Formigny en 1450, revinrent aux d'Estouteville, à la suite du mariage de Jeanne Paynel, fille de Nicolas Paynel, dame de Bricquebec, Hambye, Chanteloup, Gacé et Moyon, avec Louis d'Estouteville.

### Temps modernes
La baronnie passe dans la famille de Bourbon Saint-Paul et d'Orléans-Longueville, et enfin dans celle de Matignon qui en fut dépossédée en 1792. C'est Marie d'Orléans de Longueville qui cèda, pour 350 000 francs, les terres de Bricquebec, d'Orglandes et de Blosville, à son cousin le maréchal de Matignon.

### Époque contemporaine
À la Libération, l'affaire Élisa Lefèbre de Plinval est jugée devant la cour de justice de la Manche, du 9 au 11 octobre 1945.

## Politique et administration

### Liste des maires
| Période      | Période  | Identité       | Étiquette | Qualité                                                                                          |
| ------------ | -------- | -------------- | --------- | ------------------------------------------------------------------------------------------------ |
| janvier 2016 | mai 2020 | Patrice Pillet | UMP-LR    | Vétérinaire Maire de Bricquebec-en-Cotentin (2016 → 2020) Conseiller départemental (2015 → 2020) |
| mai 2020     | En cours | Denis Lefer    | DVD       | Chef d'entreprise retraité Maire de Bricquebec-en-Cotentin (2020 → )                             |

### Jumelages
- Lachendorf (Allemagne).
- Alresford (Royaume-Uni).

## Population et société

### Démographie
En 2021, la commune comptait 4 121 habitants. Depuis 2004, les enquêtes de recensement dans les communes de moins de 10 000 habitants ont lieu tous les cinq ans (en 2006, 2011, 2016, etc. pour Bricquebec) et les chiffres de population municipale légale des autres années sont des estimations.
| 1793  | 1800  | 1806  | 1821  | 1831  | 1836  | 1841  | 1846  | 1851  |
| ----- | ----- | ----- | ----- | ----- | ----- | ----- | ----- | ----- |
| 4 266 | 4 000 | 4 345 | 4 349 | 4 255 | 4 414 | 4 484 | 4 504 | 4 446 |

| 1856  | 1861  | 1866  | 1872  | 1876  | 1881  | 1886  | 1891  | 1896  |
| ----- | ----- | ----- | ----- | ----- | ----- | ----- | ----- | ----- |
| 3 988 | 3 969 | 3 779 | 3 622 | 3 667 | 3 757 | 3 647 | 3 661 | 2 761 |

| 1901  | 1906  | 1911  | 1921  | 1926  | 1931  | 1936  | 1946  | 1954  |
| ----- | ----- | ----- | ----- | ----- | ----- | ----- | ----- | ----- |
| 2 778 | 2 817 | 2 816 | 2 536 | 2 596 | 2 604 | 2 682 | 2 882 | 2 732 |

| 1962  | 1968  | 1975  | 1982  | 1990  | 1999  | 2006  | 2011  | 2016  |
| ----- | ----- | ----- | ----- | ----- | ----- | ----- | ----- | ----- |
| 2 873 | 3 063 | 3 142 | 3 724 | 4 363 | 4 360 | 4 221 | 4 260 | 4 087 |

| 2019  | - | - | - | - | - | - | - | - |
| ----- | - | - | - | - | - | - | - | - |
| 3 972 | - | - | - | - | - | - | - | - |

### Manifestations culturelles et festivités
La Sainte-Anne, grande fête foraine traditionnelle, se tient le dernier week-end de juillet.

## Économie
- Marché tous les lundis matin.
- Foire Sainte-Anne.

## Culture locale et patrimoine

### Lieux et monuments

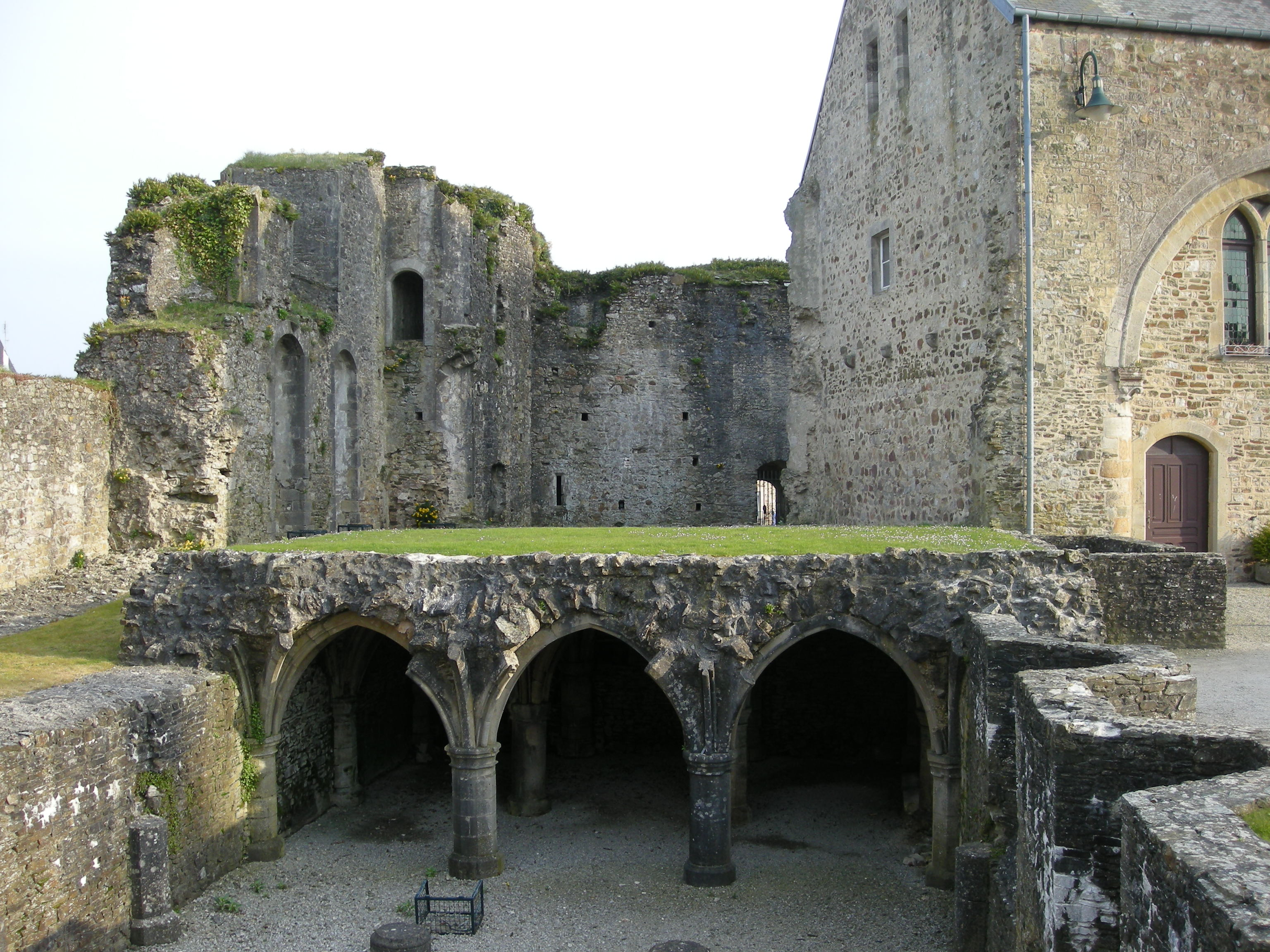
Vestiges du château.

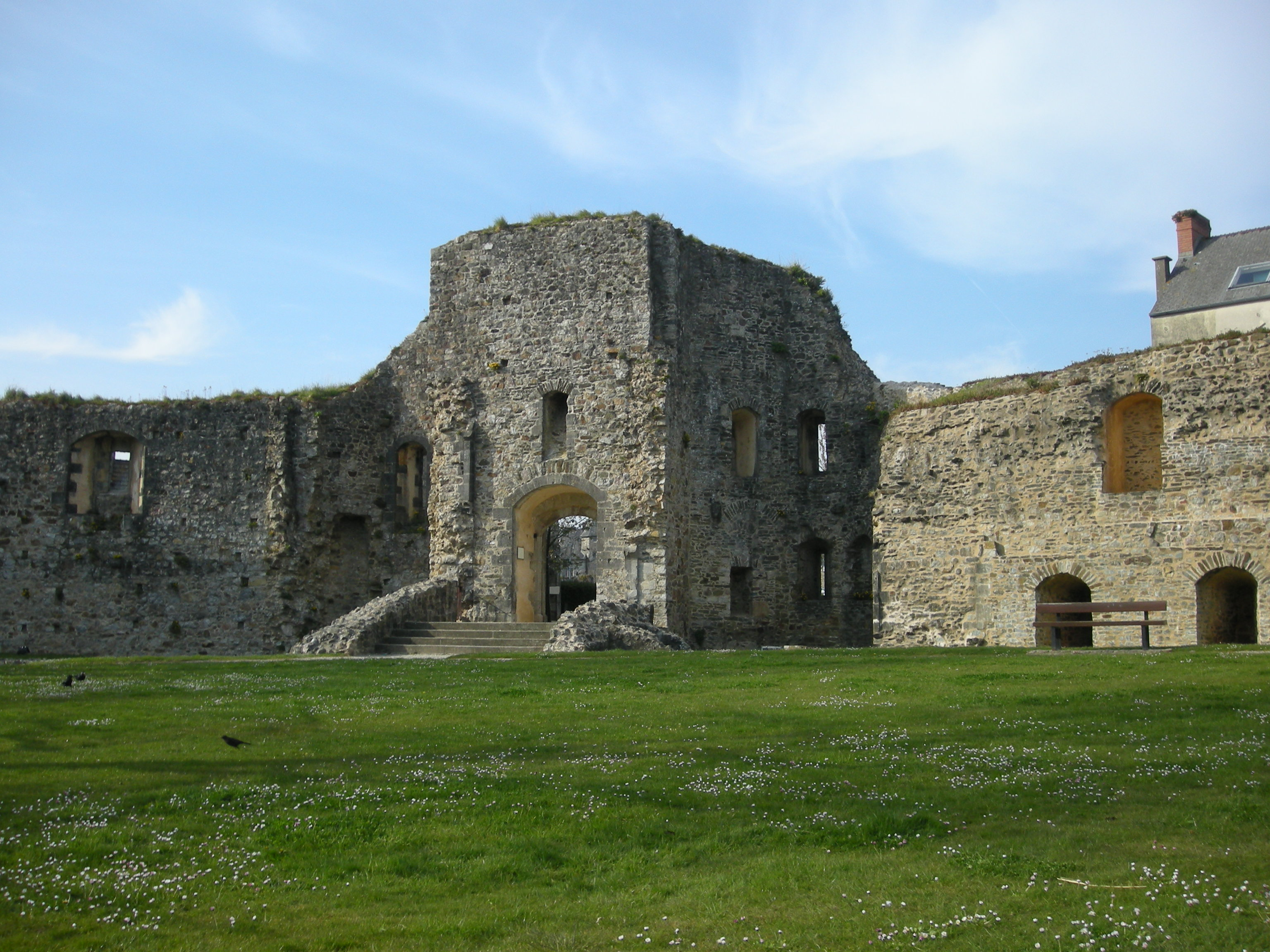
Rempart.

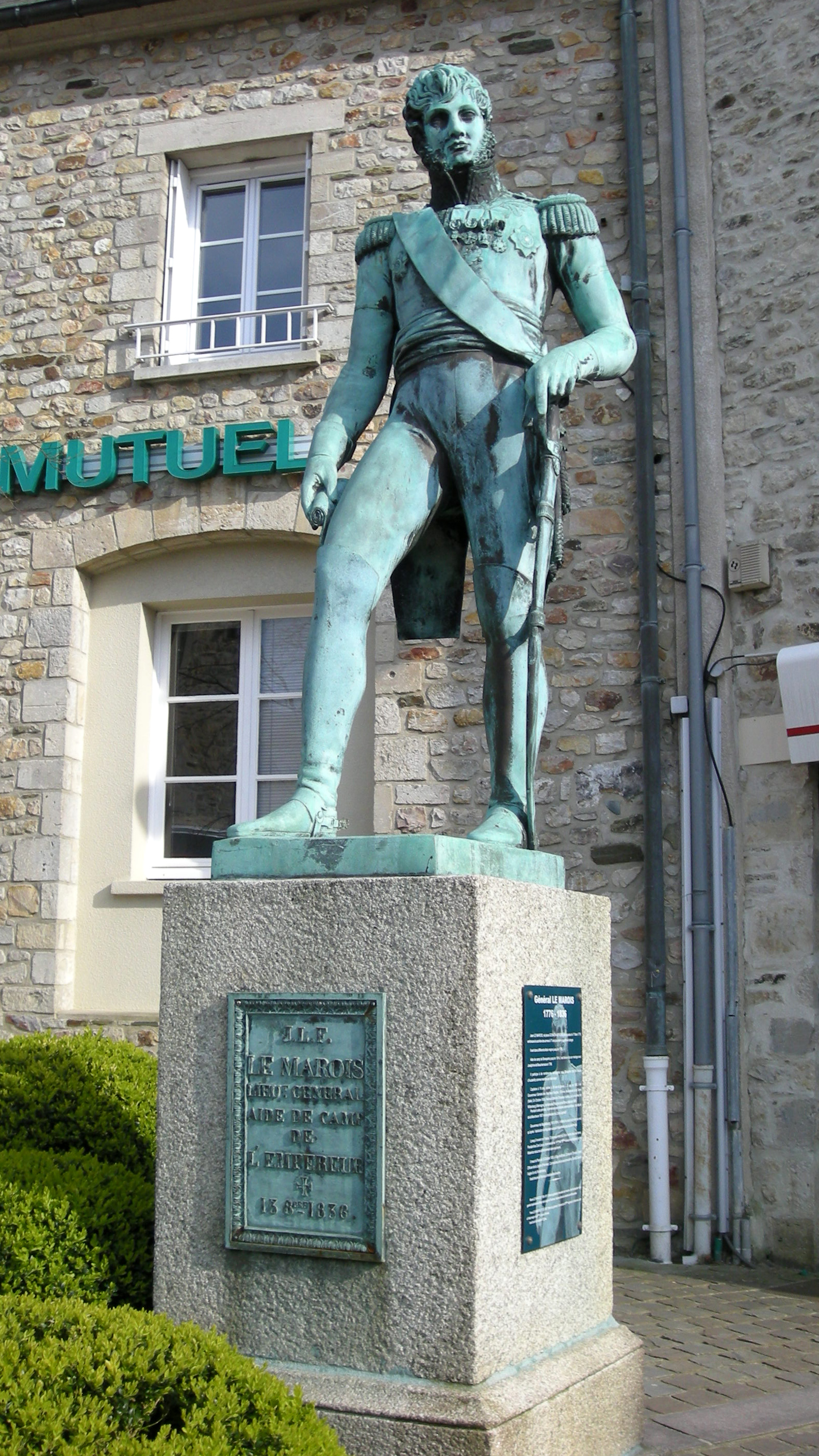
Statue du général Le Marois.

À la suite de la création du pays d'art et d'histoire du Clos du Cotentin en 2001, Bricquebec bénéficie avec Valognes et Saint-Sauveur-le-Vicomte du label Villes et Pays d'art et d'histoire accordé par le ministère de la Culture.

#### Patrimoine civil
- Château de Bricquebec des Xe – XIVe siècles. Le Vieux château des Bertran classé aux monuments historiques[20], fondé au XIIe siècle, est l'un des mieux préservés de la région, avec ses remparts, ses tours (XIVe siècle et son donjon polygonal. La Tour de l'Horloge abrite un petit musée régional (meubles, médailles, minerais)[21]. Le château de Bricquebec est dominé par l'imposante silhouette du donjon. Ses 22 mètres de haut viennent s'ajouter aux 18 mètres de la motte sur laquelle il est assis. Il est séparé du châtelet d'entrée, appelé tour de l'Horloge dominée de son clocheton, par une forte courtine. Le chartrier[Note 4], enserré dans le rempart, renfermait quelque 8 482 pièces d'archives[8].
- Château des Galleries du XVIe siècle. Ancienne propriété des d'Estouteville et actuelle propriété de la famille de Trémiolles, il est inscrit aux monuments historiques[22].
- Château Saint-Blaise et jardin d'hiver du XVIIIe siècle[23]. Le château est bâti dans le 4e quart du XVIIIe siècle par René de Traynel, né en 1759, fils de Charles-Auguste Traisnel (1723-1780)[24], avec l'aide de la dot de 100 000 livres de son épouse Marie Fouques de Teufles[25], au centre d'un parc de 18 hectares. À noter également les communs qui méritent d'être vu. Dans la seconde moitié du XIXe siècle on lui adjoint un pavillon et on construit un haras dans les dépendances. À l'intérieur, en réemploi dans une salle du rez-de-chaussée, une cheminée du XVIIe provenant du château de Sotteville amenée ici par Marcel Grillard au début du XXe siècle[26]. Le jardin d'hiver est édifié dans la seconde moitié du XIXe siècle. Le château fait l'objet d'un recensement à l'inventaire général des monuments historiques[27].
- Manoir du Quesnay du XVIIe siècle. En 1646, la terre du Quesnay est la possession de maître Jacques Cheron[28]. Elle est ensuite entre les mains de Jacques Le Poitevin du chef de sa femme, Anne Cheron. Se succèdent, Charles-Auguste Le Poitevin, né à Bricquebec le 21 juillet 1713, écuyer, qualifié de sieur du Quesnay, puis de son frère utérin Adrien-François Pinel († 1761), écuyer, patron et seigneur de Golleville. Son fils, Jean-Charles-Adrien Pinel (1756-1833) vend le Quesnay le 8 janvier 1783 à maîtres Magloire Née et Pierre-François Née[29], qu'ils revendent par acte du 11 mars 1784, pour 35 250 livres, à René-Louis Traynel, écuyer, sieur de Saint-Blaise, seigneur et patron de Bolleville, résidant en son château des Vallées à Bricquebec (actuel château Saint-Blaise). Le domaine passe à son fils Jules de Traynel (1784-1833), maire de Bricquebec, puis par partage du 23 aout 1869 au fils de ce dernier Henri de Traynel (1831-1893), qui le vend le 28 septembre 1881 à M. Auguste Sébire. Sans postérité, ce sont ses neveux qui hérite du domaine. Le château sera vendu aux enchères le 1er août 1898 à M. Auguste Travers, dont les descendants y résident encore [30].
- Manoir de la Ramée du XVIe siècle. Le manoir est décrit dans l'acte de vente du 20 juillet 1689 entre Olive Le Roux et Georges Le Roux ainsi : « un corps de logis construit de « villes pierres » (grès armoricain) et couvert d'ardoise et d'une autre maison à usage de grange. ». La ferme actuelle est construite par Georges Le Roux. Antoine Le Sage, sieur du Longval, devenu propriétaire de la Ramée en 1748 en modifie les dispositions intérieures, et le manoir est profondément remanié par François Vattier qui en fait l'acquisition le 26 janvier 1788[31].
- Manoir de la Tourelle du XVIe siècle.
- Manoir des Petits Prés du début du XVIe siècle). En 1508, Guillaume Le Verrier en fait aveu à Guyon d'Estouteville, baron de Moyon, Bricquebec et Gacé[32]. Le 2 mai 1628, Guillaume Le Verrier fait aveu pour sa terre des Petits Prés au baron de Bricquebec[33]. François Le Verrier, la vend le 4 février 1724 à Jean-Pierre Loir, chevalier, seigneur du Lude, baron de Néhou, habitant à Saint-Sauveur-le-Vicomte, contre la somme de 10 000 livres de principal et 500 litres de vin[34]. Daniel-Raoul Loir la revend le 14 décembre 1759 à maîtres Jean Deschateaux et Joseph Deschateaux, frères, pour le prix de 12 000 livres[35].
- Le Piqueret de la fin du XVIe siècle. La terre du Piqueret est dans la dernière partie du XVIe siècle la possession de Philippe Coller, sieur de Sainte-Barbe, et passe à sa fille, Annette Coller, puis au fils cadet de cette dernière, Philippe Pinel, sieur du Danois et Darnetal[36]. Vincent Pinel, sieur d'Éroudeville, au profit de François-Alexandre Guillebert, résident à Vasteville. En 1775, y habitait Jean Le Laidier et sa famille[37].
- Hôtel de ville des XIXe – XXe siècles.

#### Patrimoine religieux
- Abbaye cistercienne Notre-Dame-de-Grâce du XIXe siècle, dite La Trappe[38]. Elle fut fondée par Bon Onfroy (1777-1857, né à Réville, curé de Digosville, qui fonda en 1824 un prieuré qui deviendra en 1836 l'abbaye Notre-Dame-de-Grâce, et dont il sera le premier abbé sous le nom de Dom Augustin[38].
- Vestiges de l'ancienne église paroissiale Notre-Dame des XIIe – XVIe siècles détruite en 1897. Il n'en subsiste que trois arcades à chapiteaux romans[Note 5] à la sortie de la ville en direction de Saint-Sauveur-le-Vicomte qui marque son emplacement, et son portail roman qui a été remonté dans la rue de la République (rue principale), près de la poste[39].
- Église néogothique Notre-Dame de l'Annonciation du XIXe siècle. Elle abrite quatre œuvres classées au titre objet aux monuments historiques : un bas-relief la Prédication de saint Jean-Baptiste dans le désert (XVe), calice et sa patène (XVIIe), un tableau le Sauveur tenant le Monde (XVIIe) et chasuble, deux dalmatiques, deux étoles, trois manipules, un voile de calice et une bourse de corporal[38].
- Ermitage Sainte-Anne des Bois du XIIe siècle.

### Personnalités liées à la commune
- Anslech de Bricquebec (Xe siècle) serait le fondateur du château de Bricquebec.
- Robert VIII Bertrand de Bricquebec (1285-1348), maréchal de France en 1325, baron de Bricquebec.
- Philippe Augustin Le Rouvillois (Bricquebec, 1756 - 1819), militaire français de la Révolution et de l’Empire.
- Jean-Louis Charles Guesnon-Deschamps (Bricquebec, 1763 - 1849), maréchal de camp.
- François-Joseph Alexandre Letourneur (Bricquebec, 1769 - 1842), général de brigade.
- Jean Le Marois (Bricquebec, 1776 - 1836), général d'Empire, député de la Manche et pair de France.
- Jacques Félix Meslin (Bricquebec, 1785 - 1872), général de division et député de la Manche.
- Armand Le Véel (Bricquebec, 1821 - 1905), sculpteur.
- Aristide Frémine (Bricquebec, 1837 - 1897), écrivain et romancier.
- Robert Vallery-Radot (1885-1970), homme de lettres et journaliste français. Ordonné prêtre en 1953, il finit ses jours à l'abbaye Notre-Dame-de-Grâce de Bricquebec où il devient le père Irénée.
- Georges Leduc (1906-1968), artiste peintre ayant habité la commune, y est décédé et inhumé.
- Jacques Delarue (Bricquebec, 1919 - 2014), policier, résistant et historien.
- Roger Lemerre (Bricquebec, 1941 - ), footballeur, sélectionneur de l'équipe de France de football 1998-2002.
- Charles Rouxel (Bricquebec, 6 avril 1948 - ), surnommé Charly Rouxel, est un ancien coureur cycliste professionnel de 1970 à 1978.

### Héraldique
| Blason de Bricquebec | Les armes de la commune de Bricquebec se blasonnent ainsi : D'or au lion de sinople armé et lampassé de gueules. Ce blason ('le lion vert') fut celui de la célèbre famille Bertrand et du maréchal de France Robert VIII Bertrand de Bricquebec. |